# Podkovka (rybník)
Podkovka je malý rybník nacházející se v kaskádě putimských rybníků na bezejmenném pravostranném přítoku Blanice u jihočeské Putimi. Leží pod hrází rybníka Střední Putim, jako jeden ze tří malých čtvercových rybníčků, které se zde nacházejí. Je napájen přepadem ze Střední Putimi a odtéká do rybníka Netušil. Jeho břehy jsou zalesněné. Na severu a východě prochází cesta spojující hráze jednotlivích rybníků, na východě za touto cestou je pak železniční trať Zdice–Protivín. Rozměry rybníka jsou zhruba 65 na 66 m. Hráz je orientována na jihovýchodě a tvoří zhruba 67metrový předěl s rybníkem Netušil, pokračuje dále k západu a tvoří hráz dalším menším vodním nádržím. Rybník vznikl pře rokem 1869.

## Galerie

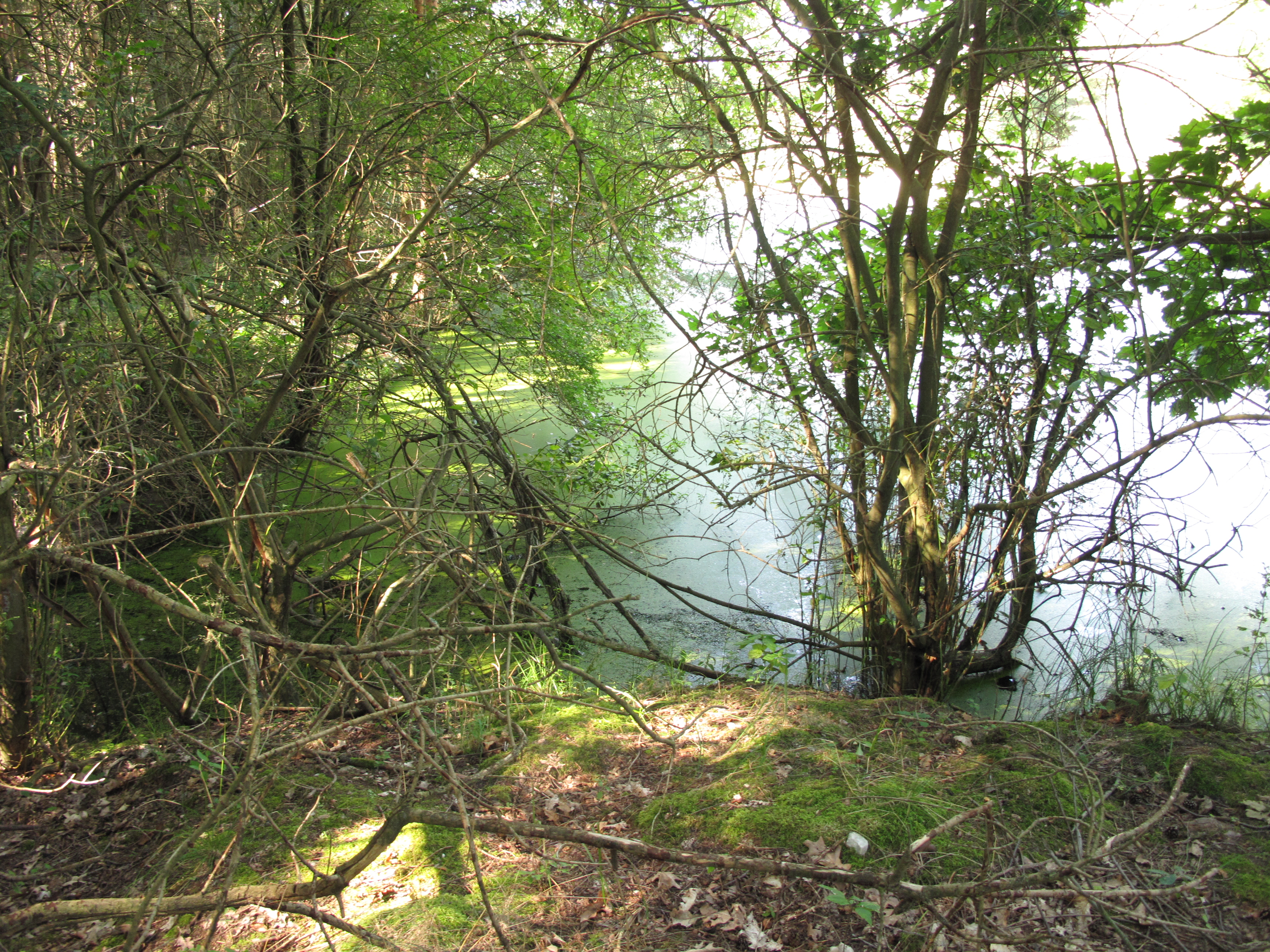
Břeh na přítoku
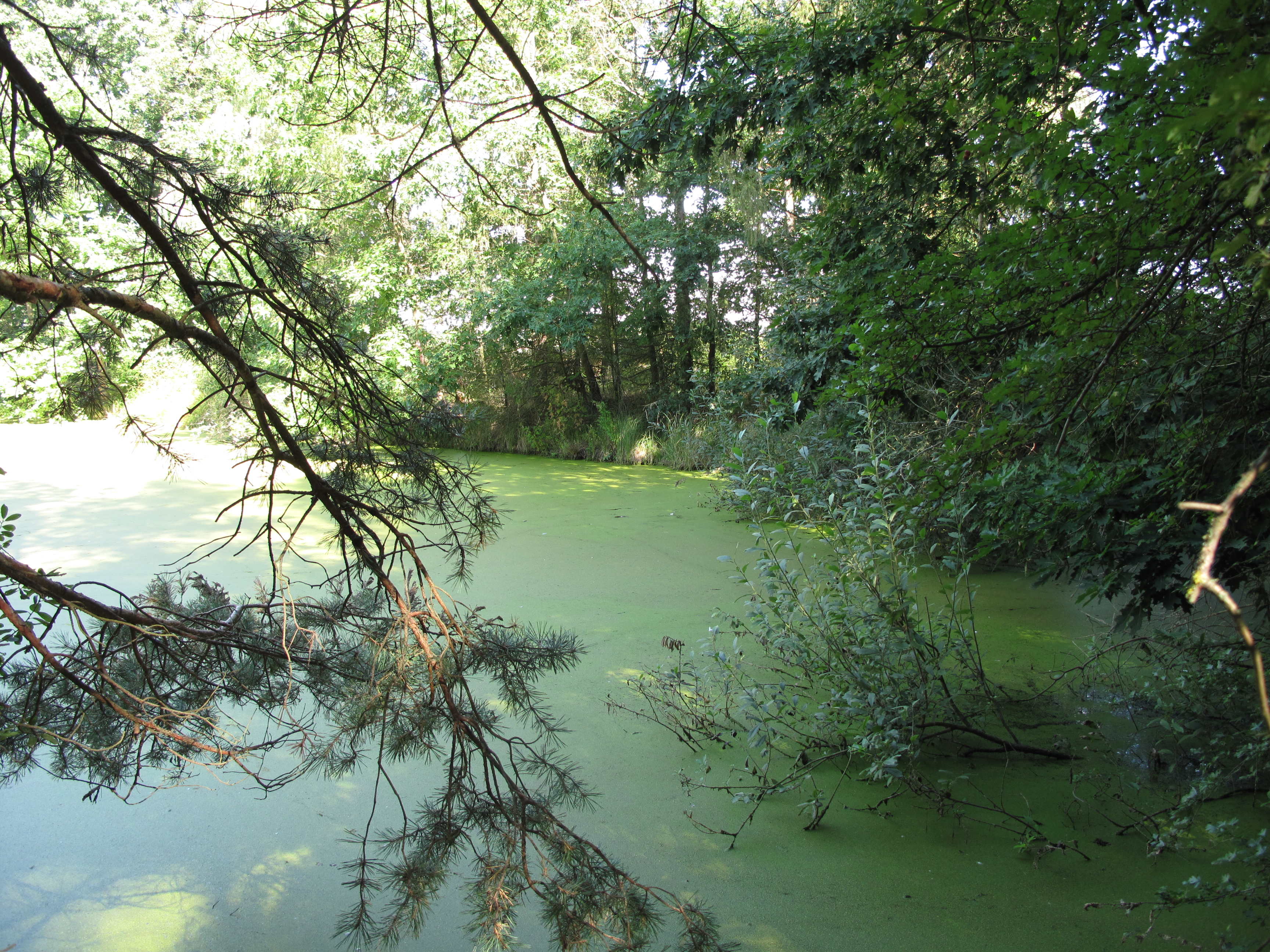
Žabinec
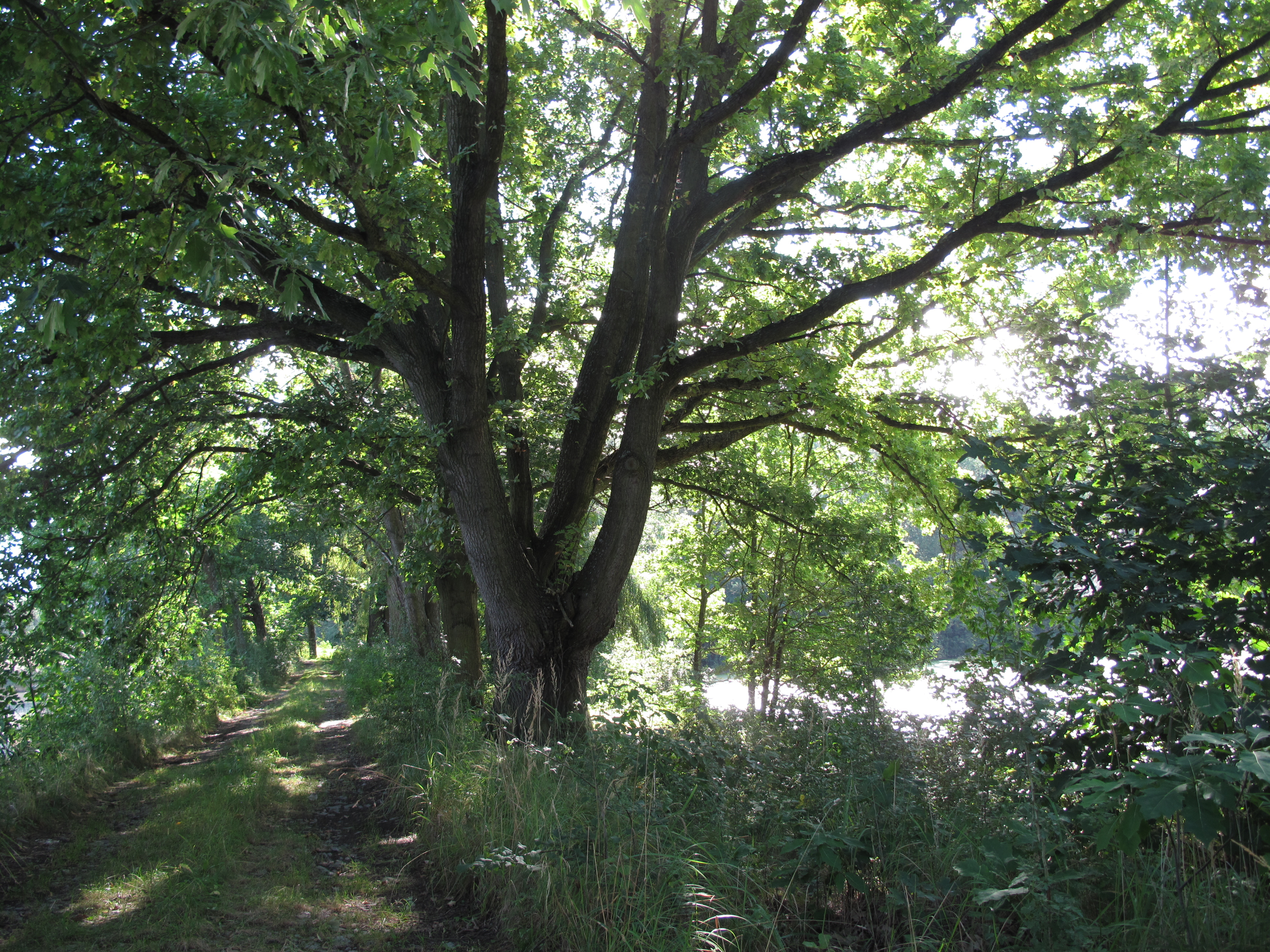
Cesta na hrázi Střední Putimy, Podkovka napravo